# 横滨指路教会

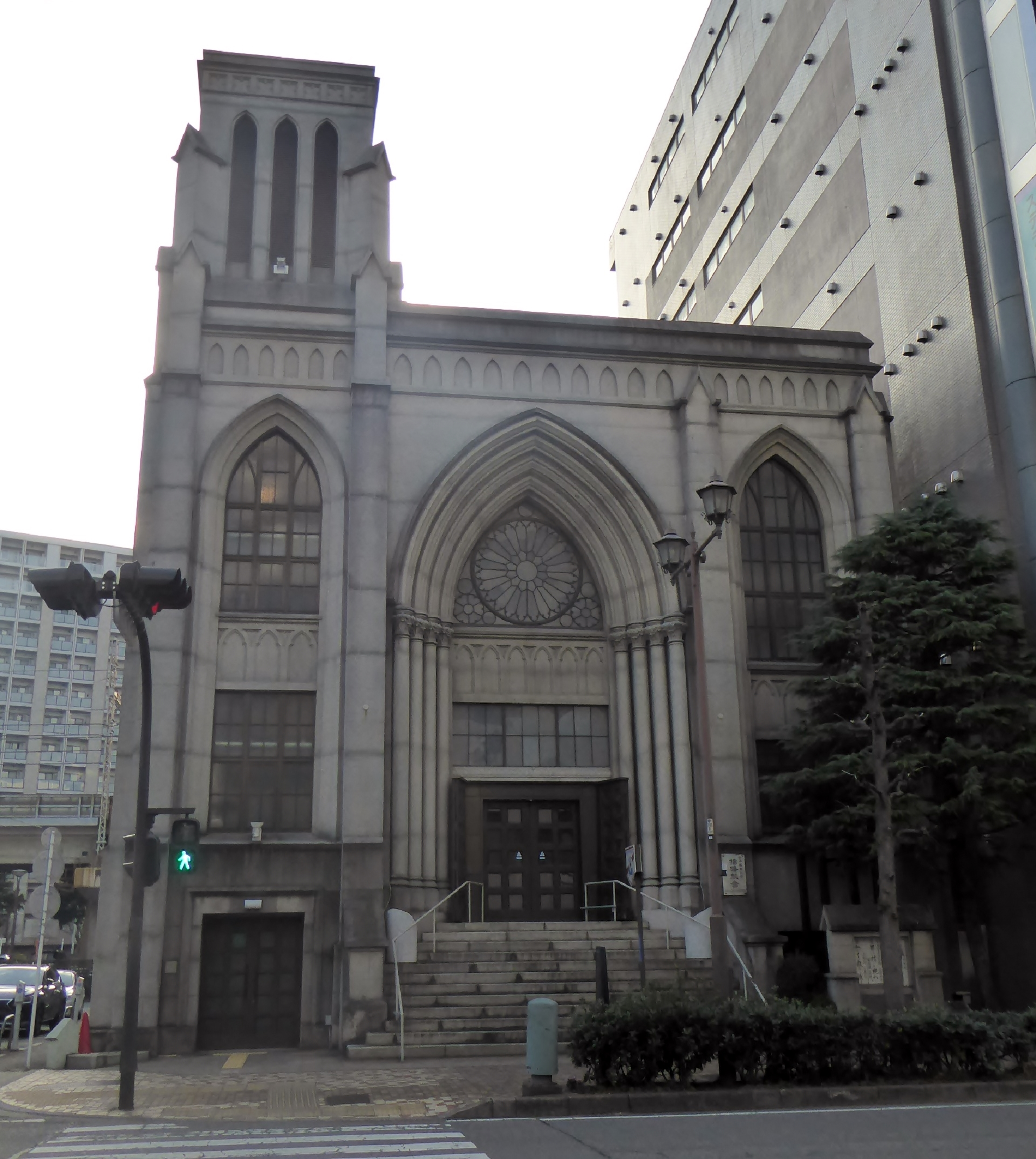
横滨指路教会

横滨指路教会（日语：よこはましろきょうかい）是日本基督教团的一座教堂，位于日本横滨市中区尾上町，靠近根岸線的关内站。
1874年，美國長老會传教士詹姆斯·柯蒂斯·赫本在關内居留地設立。「指路」是旧約圣经的地名示罗（Shiloh）。
该教堂在关东大地震中倒塌。現在的教堂系1926年重建（后来在横濱大空襲中内部被烧毁），現为橫濱市認定歷史的建造物。